# Juana G. Dieckmann
Juana Guillermina Dieckmann de Kyburg ( 3 de noviembre de 1888 - 1 de junio de 1960 ) fue una naturalista, botánica, curadora, y profesora argentina. Hija de Daniel Dieckmann y de Guillermina Ficken, inmigrantes alemanes, la séptima de ocho hijos del matrimonio.
Se doctoró en Ciencias Naturales en la Facultad de Ciencias Exactas, Físicas y Naturales de la Universidad de Buenos Aires.
El 2 de abril de 1913, ya doctorada, ingresó como profesora a la Escuela Normal de Quilmes, en Botánica, a sus 24 años, y renunció el 1 de setiembre de 1919. Además profesora de Ciencias y Letras en la Escuela Normal de Quilmes; desde 1930, a cargo del curso de idioma alemán en la Facultad de Ciencias Exactas, Físicas y Naturales, UBA; desde 1933 dictó un curso libre de alemán en la Facultad de Humanidades y Ciencias de la Educación de La Plata.
Se casó con Werner Wolfgang Louis Bernhard Kyburg. Falleció en 1960.

## Algunas publicaciones
- 1912. Contribución al estudio de las solanáceas argentinas: tesis. Buenos Aires: Coll y Grau. 192 pp.

## Honores
Miembro
- Sociedad Argentina de Ciencias Naturales
- Sociedad Argentina de Botánica

### Epónimos
- Desde 1991: una calle de la ciudad de Mar del Plata lleva su nombre

- La abreviatura «Dieckmann» se emplea para indicar a Juana G. Dieckmann como autoridad en la descripción y clasificación científica de los vegetales.[1]